# Пинхас из Кореца
Рабби Пи́нхас из Кореца (идиш פנחס קאריצער‎ Пинхос Корицер; Пинхас бен Авраам Абба Шапиро из Кореца; 5486 (1726), Шклов — 10 элула 5551 (1791), Шепетовка) — один из выдающихся хасидских цадиков 2-го поколения в XVIII веке на Волыни, оригинальное учение которого развивалось под воздействием идей Баал-Шем-Това (Бешта), но отличалось от воззрений Дов Бера из Межирича (Межиричского Магида). Состоял цадиком в Кореце, Славуте, Остроге. Изречения рабби Пинхаса приводятся в разных хасидских сборниках.

## Биография
Согласно Мартину Буберу, в Кореце Пинхас был известен как «чёрный меламед». Мартин Бубер и рав Александр Кац указывают, что, несмотря на распространённое мнение, рабби Пинхас из Кореца не принадлежал к числу учеников Баал Шем Това.
После смерти рабби Пинхаса из Кореца большая часть последователей раввина Пинхаса стала последователями реб Рафаэля из Бершади.

## Сочинения
Рабби Пинхас из Кореца не оставил после себя написанных трудов, но его изречения были записаны учениками и собраны в книгах, в частности:
- Нофет цуфим (Текучий мед), 1821
- Мидраш Пинхас (Толкования Пинхаса), Львов, 1872; Варшава, 1876
- Имрей Пинхас (Речения Пинхаса), Тель-Авив, 1974

## Изречения
- Все мы знаем, что в незапамятные времена, когда Бог устраивал миры, разделяя их по сосудам, эти сосуды не выдержали всего помещённого в них богатства и разбились. Поэтому в низшие миры тоже проник свет и они не остались во мраке. Точно так же разбивает и цадик сосуды в своей душе[7].

- Человек должен войти в Бога так, чтобы Бог окружил его со всех сторон и стал его местом[8].

- Ты должен служить своему Создателю так, словно на земле есть лишь один человек — ты сам[9].

- Однажды рабби Пинхас процитировал такие слова: «Душа человека научит его». Объясняя их, он сказал: «Нет такого человека, которого бы непрерывно не учила его душа». Один из учеников спросил рабби: «Если это так, то почему люди не слушают своих душ?» «Душа учит постоянно, — продолжал объяснять рабби Пинхас, — но никогда не повторяется»[10].

- То, за чем ты гонишься, ты никогда не настигнешь. Но когда ты никуда не торопишься и все идет своим чередом, то, что ты хотел, само приходит к тебе. Разруби большую рыбу, внутри нее всегда найдешь маленькую, лежащую головой к хвосту[11].